# Woryny
Woryny (niem. Worienen) – wieś w Polsce położona w województwie warmińsko-mazurskim, w powiecie bartoszyckim, w gminie Górowo Iławeckie.
W latach 1954–1957 wieś należała i była siedzibą władz gromady Woryny, po jej zniesieniu w gromadzie Górowo Iławeckie. W latach 1975–1998 miejscowość administracyjnie należała do województwa olsztyńskiego.
Na południowo-zachodnim skraju wsi (na południe od strumienia) znajdują się ślady średniowiecznych umocnień ziemnych.

## Historia
Wieś założona w 1340 r. pod nazwą Worya. Po sekularyzacji Prus stała się siedzibą starosty książęcego. W latach 1555–1564 starostą był Kacper Lehndorff, który na wyludnionych w czasie wojen polsko-krzyżackich wsiach osiedlał ludność, głównie pochodzenia polskiego. W 1558 Lehndorff wykupił wieś od skarbu państwa, ale w wieku XVIII Woryny ponownie wykazywane są jako majątek państwowy. W XVIII powstała w Worynach szkoła. W 1889 r. należały do towarzystwa akcyjnego w Berlinie i wraz z folwarkiem Szczeciniak obejmowały 879 ha ziemi.
W Worynach, w czasie kampanii napoleońskiej pochowano generała armii napoleońskiej Nicolasa Dahlmanna (7 grudnia 1769 – 10 lutego 1807), który zginął w bitwie pod Iławą Pruską.
W 1935 r. w tutejszej szkole, zatrudniającej dwóch nauczycieli, uczyło się 126 dzieci. W 1939 r. we wsi mieszkało 709 osób.
Po zakończeniu drugiej wojny światowej szkołę uruchomiono w 1946 r. – organizatorka i pierwsza kierowniczka była Maria Bukowa. W latach 1954–1957 Woryny były siedzibą gromady i Gromadzkiej Rady Narodowej. W 1979 r. szkołę podstawową w Worynach zlikwidowano. W 1983 r. we wsi było 86 domów, skupionych w zwartej zabudowie, mieszkały 333 osoby. We wsi funkcjonowało 80 indywidualnych gospodarstw rolnych, uprawiających łącznie 906 ha ziemi i hodujących 587 sztuk bydła (w tym 312 krów), 558 świń, 102 konie i 83 owce. W tym czasie we wsi była świetlica, klub, punkt biblioteczny, sala kinowa na 50 miejsc, boisko sportowe, sklep wielobranżowy i zakład remontowo-budowlany.

## Obszar ochrony uzdrowiskowej
W 2019 r. Woryny wraz z sołectwami Gałajny i Czyprki w gminie Górowo Iławeckie uzyskały na mocy Rozporządzenia Rady Ministrów status obszaru ochrony uzdrowiskowej („Obszar Ochrony Uzdrowiskowej Górowo Iławeckie”).